# Вызов России
«Вызов России» — международный легкоатлетический турнир.

## 2007
Был проведён 5 августа на Южном спортивном ядре Лужников в Москве в формате дуэлей сильнейших спортсменов, выступающих в шести дисциплинах.
- Прыжки с шестом (женщины):
  - 4,80  Елена Исинбаева
  - 4,60  Моника Пырек
  - 4,50  Шведова
- Беге на 400 м с барьерами (женщины):
  - 53,92  Юлия Печёнкина
  - 55,16  Екатерина Бикерт
  - 55,66  Обедина
  - 55,72  Сандра Гловер
- Прыжки в высоту (мужчины):
  - 2,30  Терёшин
  - 2,27  Фоменко
  - 2,27  Ярослав Рыбаков
  - 2,20  Томаш Янку
- Беге на 800 м (мужчины): и .
  - 1.46,39  Юрий Борзаковский
  - 1.47,10  Мбулаени Мулаудзи
  - 1.48,32  Богданов
- Толкание ядра (мужчины):
  - 20,41  Любославский
  - 20,33  Софьин
  - 20,29  Дэн Тэйлор
  - 20,15  Кристиан Кэнтвелл
- Тройной прыжок (женщины): и .
  - 14,86  Татьяна Лебедева
  - 14,48  Буфалова
  - 14,46  Ямила Алдама
  - 13,62  Гурова